# Viersener Straße 96 (Mönchengladbach)

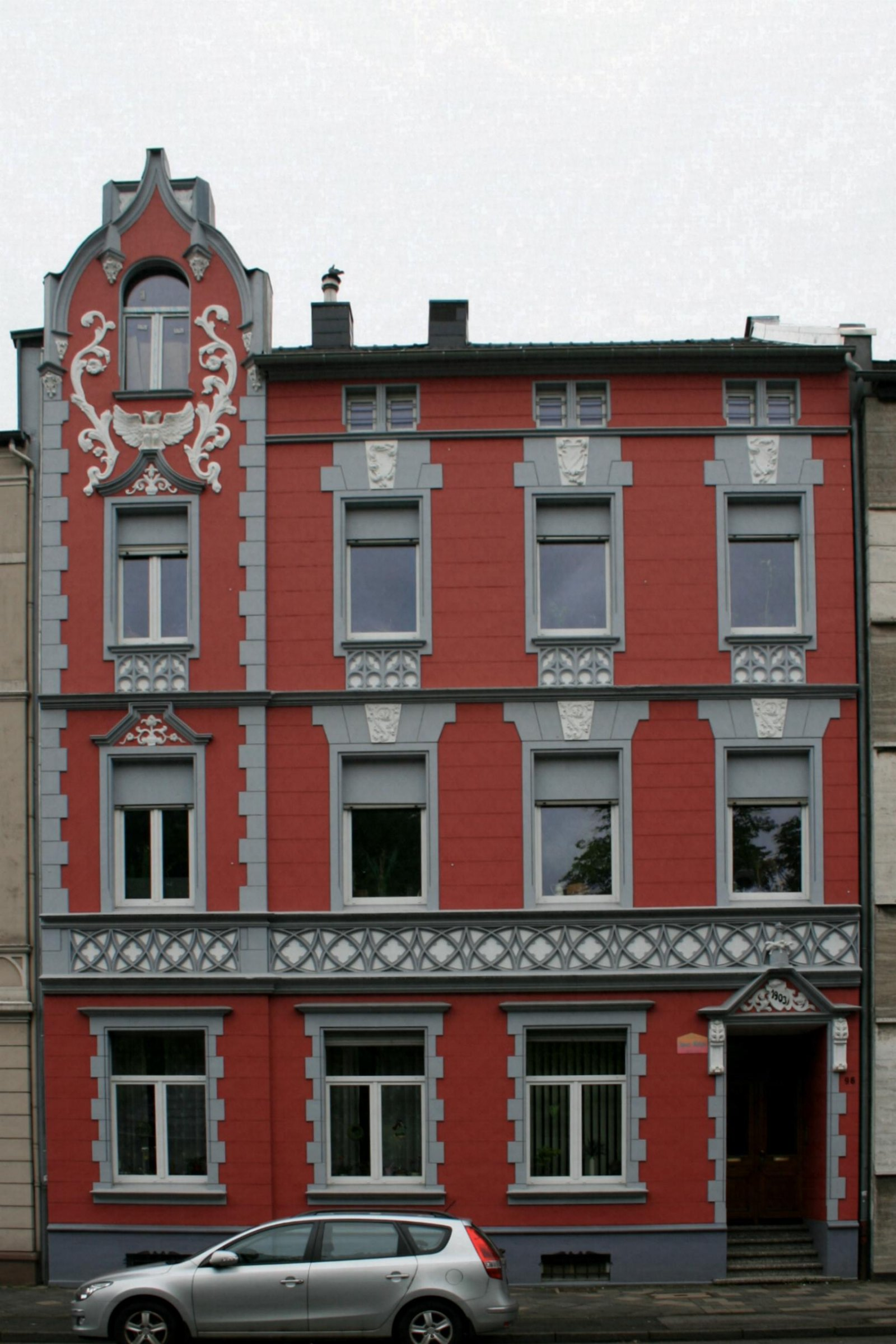
Wohnhaus (2010)

Das Wohnhaus Viersener Straße 96 steht in Mönchengladbach (Nordrhein-Westfalen).
Das Gebäude wurde 1903 erbaut und unter Nr. V 010 am 2. Juni 1987 in die Denkmalliste der Stadt Mönchengladbach eingetragen.

## Lage
Haus Nr. 96 liegt in der Nähe des Wasserturmes und gehört zu einer historischen Häuserzeile. 

## Architektur
Das 1903 errichtete Wohnhaus ist dreigeschossig und zeigt 3:4 Achsen. Unterhalb der Traufe ist ein Mezzaningeschoss, darüber schließt das Gebäude mit einem Satteldach ab. Das Objekt ist aus architektonischen und stadtbildnerischen Gründen schützenswert.